# Syzygium microphyllum
Syzygium microphyllum ist eine Pflanzenart in der Familie der Myrtengewächse (Myrtaceae). Dieser seltene Baum ist im indischen Bundesstaat Tamil Nadu endemisch.

## Beschreibung

### Vegetative Merkmale
Syzygium microphyllum wächst als Basum und erreicht Wuchshöhen von 10 Metern. Die Rinde ist graubraun mit weißen Flecken. Bei ausgewachsenen Bäumen ist die Borke schuppig. Die jungen Zweige sind viereckig, mit zunehmenden Altern werden sie bleistiftförmig, dünn und glatt. Die gegenständig oder kreuzgegenständig angeordneten Laubblätter sind in Blattstiel und Blattspreite gegliedert. Die rinnenförmigen, glatten Blattstiele sind 0,1 cm lang. Die einfache Blattspreite ist bei einer Länge von 0,6 bis 3 Zentimeter und einer Breite von 0,2 bis 1 Zentimeter lanzettlich bis elliptisch-eiförmig mit stumpfem oberen Ende und spitz gerundeter Spreitenbasis. Die Mittelrippe ist rinnenförmig. Die sekundären und tertiären Blattadern sind undeutlich. 

### Generative Merkmale
Es werden endständige Blütenstände und seitenständige, doldige Blütenstände gebildet. Die Blütenstiele sind 0,2 Zentimeter lang. Die Blüten sind weiß. Die einsamigen, kugelförmigen bis länglichen Beeren messen 0,5 × 5 Zentimeter. Der noch an der Frucht erhalten bleibende Kelch ist rosafarben.

## Vorkommen
Syzygium microphyllum kommt nur in den Agasthyamalai Hills im Distrikt Kanyakumari des indischen Bundesstaates Tamil Nadu vor. Der Lebensraum sind offene immergrüne Bergwälder in Höhenlagen zwischen 1100 und 1400 m.

## Gefährdungsstatus
1998 wurde die Art Syzygium gambleanum in die IUCN-Liste der ausgestorbenen Pflanzenarten aufgenommen. Laut der World Checklist of Selected Plant Families der Royal Botanic Gardens, Kew erwies sich jedoch Syzygium gambleanum als ungültiges Homonym der Art Syzygium microphyllum, die von der IUCN als „stark gefährdet“ (endangered) eingestuft wird. Hauptgefährdung sind kommerzielle Plantagen, Überweidung und Brände.